# Nguyễn Thị Doan
 (avril 2025).
Si vous disposez d'ouvrages ou d'articles de référence ou si vous connaissez des sites web de qualité traitant du thème abordé ici, merci de compléter l'article en donnant les références utiles à sa vérifiabilité et en les liant à la section « Notes et références ».
Nguyễn Thị Doan (née le 8 novembre 1951 dans la province de Hà Nam), est une femme politique vietnamienne ayant été vice-présidente du Viêt Nam.